# 西尔维娅·塞梅拉罗
西尔维娅·塞梅拉罗（義大利語：Silvia Semeraro，1996年5月2日—），意大利女子空手道运动员。她曾代表意大利参加2020年夏季奥林匹克运动会空手道比赛。她也参加了2019年欧洲运动会。